# Насибли, Насиб Логман оглы
Насиб Логман оглы Насибли (азерб. Nəsib Loğman oğlu Nəsibli; род. 15 сентября 1956 году, Земо-Аркевани, Грузинская ССР) — государственный и политический деятель. Депутат Милли меджлиса Азербайджанской Республики III созыва. Доктор исторических наук. 

## Биография
Родился Насиб Насибли 15 сентября 1956 году в селе Земо-Аркевани, ныне Болнисский муниципалитет Республики Грузия. Завершил обучение на историческом факультете Азербайджанского государственного университета. С 1978 года стал работать старшим лаборантом, младшим научным сотрудником, научным сотрудником Института востоковедения Академии наук Азербайджана. С 1987 года работал переводчиком на строительстве теплоэлектростанции в Исламской Республике Иран, с 1988 года — научный сотрудник Института востоковедения Академии наук Азербайджана, заместителем заведующего отделом, заведующим отделом Института истории.
С 1994 по 2002 годы работал в Бакинском университете Азии на должностях доцента, профессора, заведующего кафедрой, декана университета Хазар. С 1997 по 1998 и с 2002 по 2003 годы работал в университетах Чикаго и Джона Хопкинса в США.

## Политическая деятельность
Являлся членом Верховного Меджлиса Народного фронта Азербайджана, одновременно работал над восстановлением партии Мусават. С 1989 по 1992 годы возглавлял Национально-демократическую партию Азербайджана «Новый Мусават». Был первым секретарём Центра восстановления партии Мусават. С 1994 по 1996 годы занимал должность секретаря по внешним связям партии «Мусават».
С 1992 по 1994 годы был послом Азербайджанской Республики в Исламской Республике Иран. В 2005 году во время выборов в Милли Меджлис III созыва победил и получил депутатский мандат. Член комитета Милли Меджлиса по международным отношениям и межпарламентским связям.
2 ноября 2014 года вышел из партии «Мусават». 
Доктор исторических наук. Автор 5 монографий и более 100 научных статей. В совершенстве владеет английским, персидским, русским и французским языками.
Женат, имеет двоих детей.